# Hotsumi Ozaki
Hotsumi Ozaki (jap. 尾崎秀実 Ozaki Hotsumi; ur. 29 kwietnia 1901, zm. 7 listopada 1944) – japoński komunista, dziennikarz Asahi Shimbun, krytyk i doradca premiera Fumimaro Konoe. Jedyny Japończyk, który został powieszony za zdradę stanu przez japoński rząd podczas II wojny światowej. Ozaki był informatorem radzieckiego szpiega Richarda Sorge.

## Życiorys
Ozaki urodził się w mieście znanym teraz jako Shirakawa, pochodził z rodziny samurajów. Niemal natychmiast po jego narodzinach rodzina przeniosła się na Tajwan, gdzie wychowywał się w Tajpej. Powrócił do Japonii w 1922 roku i rozpoczął studia na Wydziale Prawa Uniwersytetu Tokijskiego. Zbulwersowany poczynaniami rządu po trzęsieniu ziemi w Tokio w 1923 roku zwrócił się w stronę marksizmu. Opuścił uczelnię bez dyplomu w 1925 roku, po zaangażowaniu się w działalność Japońskiej Partii Komunistycznej. W maju 1926 roku został korespondentem gazety Asahi Shimbun. Pisał artykuły m.in. o sowieckich przywódcach: Leninie i Stalinie. Rok później, w październiku 1927 roku, na własną prośbę został przeniesiony do oddziału dziennika w Osace. W tym samym roku ożenił się z Eiko Hirose.
W listopadzie 1928 roku Ozaki został wysłany do Szanghaju jako korespondent, gdzie szybko nawiązał kontakt z członkami Komunistycznej Partii Chin, w tym z Agnes Smedley i innymi członkami Kominternu z siedzibą w Szanghaju. W 1930 roku Smedley poznała go z Richardem Sorge, który pracował wówczas jako dziennikarz dla niemieckiego czasopisma „Soziologisches Magazin”. Sorge i Ozaki mieli podobne poglądy i szybko się zaprzyjaźnili. 
W lutym 1932 roku Ozaki wrócił do Japonii, gdzie nastroje społeczne stawały się coraz bardziej prawicowe i faszystowskie. Spowodowało to, że Ozaki postanowił nawiązać kontakt z Sorge i przyjąć jego ofertę współpracy z Międzynarodówką Komunistyczną (co oznaczało szpiegostwo na rzecz Związku Radzieckiego). Ozaki pracował z Sorge 8 lat, stając się jego najbardziej wartościowym informatorem.
Poprzez pisanie książek i artykułów Ozaki dał się poznać jako ekspert w stosunkach chińsko-japońskich. Dzięki temu i rekomendacji Ryūnosuke Gotō w 1937 roku dołączył do klubu intelektualistów o nazwie Shōwa Kenkyūkai, think tanku utworzonego przez premiera Fumimaro Konoe. 
W 1938 roku został zaproszony przez Konoe jako członek jego najbliższego otoczenia, „Klubu Śniadaniowego”, w którym na cotygodniowych śniadaniach omawiane były najważniejsze bieżące światowe wydarzenia. Ozaki uzyskał w ten sposób dostęp do poufnych informacji i był w stanie wpływać na strategiczne decyzje rządu. Tą drogą dowiedział się między innymi, że Japonia chce uniknąć wojny z ZSRR. Informacja ta została przekazana przez Sorge do Moskwy. 2 lipca 1941 roku Ozaki, jako członek "Klubu Śniadaniowego", poparł plany ekspansji Japonii na holenderskie Indie Wschodnie i Singapur oraz sprzeciwił się żądaniom Hitlera inwazji na Syberię. 
Ozaki skrytykował i wyraził obawy wobec dokumentu opracowanego 2 lipca 1941 roku w czasie narady najważniejszych przedstawicieli władz cywilnych i wojskowych, w obecności cesarza (gozen-kaigi, dosł. narada przed cesarskim obliczem). Stwierdzono w nim m.in., że konieczne jest nasilenie przygotowań do marszu na południe, co będzie się prawdopodobnie wiązać z rozpoczęciem wojny przeciwko Stanom Zjednoczonym i Wielkiej Brytanii. 
Dzięki Ozakiemu we wrześniu 1941 roku wywiad sowiecki dowiedział się, że Japonia nie zamierza atakować rosyjskiego Dalekiego Wschodu, a zamiast tego zamierza rozpocząć wojnę właśnie z Wielką Brytanią i Stanami Zjednoczonymi. Zwolniony z konieczności prowadzenia wojny na dwa fronty Stalin, przeniósł pilnie potrzebne dywizje syberyjskie pod Moskwę, do obrony przed Niemcami. 
W dniu 15 października 1941 roku Ozaki został aresztowany w związku z aferą szpiegowską Sorge. Trybunał stwierdził, że - ze względu na jego bliskość z aparatem władzy - Ozaki miał okazję do kopiowania tajnych dokumentów i przekazywania informacji osobom trzecim. Został oskarżony o naruszenie „Ustawy o bezpieczeństwie państwowym” oraz „Ustawy o ochronie spokoju publicznego”. 
Ozaki został stracony w dniu 7 listopada 1944 roku (święto rewolucji październikowej w ZSRR) w więzieniu Sugamo w Tokio. Podczas pobytu w więzieniu napisał opublikowane później w formie książki listy do żony i córki „Miłość jest jak Gwiezdny Deszcz”. Jego ciało zostało przekazane żonie.

## W sztuce
- Nie mamy żalu do naszej młodości (ang. No Regrets for Our Youth, jap. わが青春に悔なし) – japoński film luźno oparty na historii Ozakiego, scenariusz i reżyseria: Akira Kurosawa[8].
- Kinoshita Junji　木下順二, A Japanese Called Otto オットーと呼ばれる日本人. – sztuka skupiona na postaci Ozakiego, wystawiona po raz pierwszy w 1962 roku, odgrywana w Japonii wielokrotnie.